# Amos & Andrew
Amos & Andrew är en amerikansk film från 1993. 

## Handling
När den prisbelönte författaren Andrew Sterling (Samuel L. Jackson) åker ut till sitt nyköpta sommarställe tror den lokala polisen att han är en inbrottstjuv. Efter att ha omringat huset upptäcker polischefen sitt misstag och för att undvika dålig publicitet övertalar han tjuven Amos Odell (Nicolas Cage) att låtsas att han tagit Andrew gisslan. Amos och Andrew upptäcker dock ganska snart att polischefens alla problem blir lösta om de både råkar dö i eldstriden.

## Om filmen
Amos & Andrew är regisserad av E. Max Frye. 

## Rollista (i urval)
- Nicolas Cage - Amos Odell
- Samuel L. Jackson - Andrew Sterling
- Michael Lerner - Phil Gillman
- Margaret Colin - Judy Gillman
- Dabney Coleman - Polischef Cecil Tolliver
- Brad Dourif - Donnie Donaldson